# Tipula hemmingseni
Tipula hemmingseni är en tvåvingeart som beskrevs av Alexander 1968. Tipula hemmingseni ingår i släktet Tipula och familjen storharkrankar. Inga underarter finns listade i Catalogue of Life.